# Liste der Mitglieder des Landtages (Freistaat Braunschweig) (4. Wahlperiode)
Diese Liste gibt einen Überblick über alle Mitglieder des Landtags des Freistaates Braunschweig in der 4. Wahlperiode (1924 bis 1927).

## A
- Wilhelm Appun (Parlamentarische AG (DVP))

## B
- Otto Behrens (DNVP)
- Carl Baumann (Parlamentarische AG (DNVP))
- Oskar Blasius (Parlamentarische AG (DNVP))
- Albert Brandes (Parlamentarische AG (DVP))
- Friedrich Bretschneider (Parlamentarische AG (DVP))
- Otto Burgold (SPD) (ab 1926)

## C
- Ferdinand Crasemann (Parlamentarische AG (DVP)) (verstorben am 20. September 1926)

## D
- Hermann Deumeland (Parlamentarische AG (DVP))

## E
- Henry Erdmann (SPD)

## F
- Gerhard von Frankenberg (SPD)
- Gustav Frede (Parlamentarische AG (DVP))

## G
- Paul Gmeiner (KPD)
- Hulda Graf (SPD)
- Hermann Graurock (Parlamentarische AG (Welfen)) (ab 1926)
- Hans-Udo von Grone (Parlamentarische AG (DNVP)) (ab März 1926)
- Otto Grotewohl (SPD) (bis 1926)

## H
- August Hampe (Parlamentarische AG (BNP))
- Karl Helle (Parlamentarische AG (DNVP))
- Heinrich Helmhold (Parlamentarische AG (DVP))
- Albert Hogrese (Parlamentarische AG (DNVP))

## J
- Heinrich Jasper (SPD)
- Wilhelm Jasper (SPD)

## K
- Otto Keunecke (DDP)
- Gustav Koch (Parlamentarische AG (DNVP))

## L
- Moritz Liebald (Parlamentarische AG (Welfen))
- Rudolf Löhr (SPD)

## M
- Marie Mathis (Parlamentarische AG (DNVP))

## N
- Ferdinand Naumann (Parlamentarische AG (DNVP)) (Ab März 1926)

## O
- Robert Oppermann (SPD) (ab 1926)

## P
- Konrad Peek (SPD) (verstorben am 27. August 1926)
- Tilla von Praun (Parlamentarische AG (DVP))

## R
- Hermann Reese (Parlamentarische AG (Welfen))
- Karl Reese (Parlamentarische AG (Welfen)) (bis 1926)
- Gustav Regener (SPD) (bis 1926)
- Norbert Regensburger (DDP) (eingetreten am 1. Juli 1925 für Heinrich Rönneburg, ausgeschieden am 18. März 1926)
- Kuno Rieke (SPD)
- Artur Riese (Parlamentarische AG (NSFB))
- Albert Rohloff (SPD)
- Ernst August Roloff (Parlamentarische AG (DNVP))
- Robert Roloff (SPD)
- Heinrich Rönneburg (DDP) (ausgeschieden am 1. Juli 1925)

## S
- Georg Schlösser (SPD)
- Julius Schulz (SPD)
- Heinrich Siems (SPD)
- Hans Sievers (SPD)
- Heinrich Spannuth (Parlamentarische AG (DNVP))
- Bodo Steigerthal (Parlamentarische AG (DVP))
- Gustav Steinbrecher (SPD)

## T
- Otto Thielemann (SPD)

## V
- Alfred Volkland (DDP) (eingetreten im März 1926 für Norbert Regensburger)

## W
- Heinrich Wassermann (SPD)
- August Wesemeier (SPD)
- Heinrich Wessel (Parlamentarische AG (DVP))
- Karl Willeke (Parlamentarische AG (DNVP)) (bis 1926)
- Ernst Winter (KPD)